# نبردناو آساهی
نبردناو آساهی (به انگلیسی: Japanese battleship Asahi) یک زیردریایی بود که طول آن ۴۲۵ فوت ۳ اینچ (۱۲۹٫۶ متر) بود. این زیردریایی در سال ۱۸۹۹ ساخته شد.